# La Ville-aux-Dames
La Ville-aux-Dames – miejscowość i gmina we Francji, w Regionie Centralnym, w departamencie Indre i Loara.
Według danych na rok 1990 gminę zamieszkiwały 4193 osoby, a gęstość zaludnienia wynosiła 524 osoby/km² (wśród 1842 gmin Regionu Centralnego La Ville-aux-Dames plasuje się na 80. miejscu pod względem liczby ludności, natomiast pod względem powierzchni na miejscu 1242.).